# Boża Góra (Jastrzębie-Zdrój)
Boża Góra, również Góra Oliwna (niem. Bojsa Gürra) – przysiółek miasta Jastrzębia-Zdroju. Leży między ul. Boża Góra Prawa i Boża Góra Lewa. Znajduje się tam wzniesienie i pomnik pamięci poświęcony ofiarom bitwy o Bożą Górę i osiedle Bogoczowiec. W sąsiedztwie Bożej Góry Prawej znajduje się wieś Mszana do której do 1975 r. należała cała Boża Góra, dzisiaj tylko niewielka jej część. Reszta położona jest od 1975 r. w granicach administracyjnych Jastrzębia-Zdroju.

## Nazwa
W księdze łacińskiej Liber fundationis episcopatus Vratislaviensis spisanej w latach 1290–1305 Boża Góra została wymieniona w szeregu wsi położonych w okolicy Żor i Wodzisławia (ville circa Zary et Wladislaviam) płacących dziesięcinę biskupstwu wrocławskiemu na prawie polskim iure polonico we fragmencie „Item in Bozagora sive Monte oliveti solvitur decima more polonico, valet VɈ marcam” (Boża Góra zobowiązana była płacić dziesięcinę w wysokości 5,5 grzywny). W średniowieczu Boża Góra nazywana również Górą Oliwną (Monte Oliveti) była pewnie miejscem oddawania czci Bogu, a jej nazwa wiąże się z kultem.

## Historia
W czasach średniowiecza Boża Góra podobnie jak Mszana należała najpierw do księstwa raciborskiego, a od XVI wieku do Wodzisławskiego Państwa Stanowego. Do 1975 r. była częścią Bożej Góry należącej do wsi Mszana, w gminie Mszana w powiecie wodzisławskim.
Historycznie leży na Górnym Śląsku na ziemi wodzisławskiej.